# 2024年世界水泳選手権ブータン選手団
2024年世界水泳選手権ブータン選手団は、2024年2月2日から2月18日までカタールのドーハで開催された第21回世界水泳選手権のブータン選手団、およびその競技結果。

## 選手団
- 人員: 選手 2人

## 選手名簿・結果
| 選手               | 種目               | 予選      | 予選 | 準決勝   | 準決勝   | 決勝     | 決勝     |
| 選手               | 種目               | 結果      | 順位 | 結果     | 順位     | 結果     | 順位     |
| ------------------ | ------------------ | --------- | ---- | -------- | -------- | -------- | -------- |
| キンレイ・レンダプ | 男子50m自由形      | 26秒62    | 94位 | 予選敗退 | 予選敗退 | 予選敗退 | 予選敗退 |
| キンレイ・レンダプ | 男子100mバタフライ | 1分01秒87 | 62位 | 予選敗退 | 予選敗退 | 予選敗退 | 予選敗退 |
| サンガイ・テンジン | 男子100m自由形     | 55秒42    | 89位 | 予選敗退 | 予選敗退 | 予選敗退 | 予選敗退 |
| サンガイ・テンジン | 男子200m自由形     | 2分04秒13 | 65位 | 予選敗退 | 予選敗退 | 予選敗退 | 予選敗退 |